# Monti Borong
I Monti Borong (in russo хребет Боронг?; in lingua sacha: Бороҥ) sono una catena montuosa che fa parte del sistema dei Monti Čerskij e si trova nel territorio della Sacha (Jacuzia), in Russia.
I Borong si trovano nella parte sud-occidentale del sistema dei Čerskij. La catena si estende da nord-ovest a sud-est per 240 chilometri. A nord e a nord-est è delimitata dalla valle del fiume Čarky; confina a sud-est con la catena dei monti Siljapskij. Parallela lungo il lato sud-ovest si trova la catena dei monti Nen'delginskij e si apre poi la valle dell'Adyča, fiume che scende da queste montagne. L'altezza massima della catena arriva a 2 304 m.
Nelle valli, fino a 1 000 m, sono presenti radi boschi di larice, più in alto, sui pendii, ci sono boschetti di pino nano siberiano, oltre i 1 400 m la tundra montana.